# Przygody Nobity na Morzu Południowym
Przygody Nobity na Morzu Południowym (jap.  ドラえもん のび太の南海大冒険 Doraemon Nobita no nankai daibōken; dosł. Wielkie przygody Doraemona i Nobity na morzach południowych) – japoński film animowany z 1998 roku w reżyserii Tsutomu Shibayama, bazowany na podstawie serialu anime Doraemon. Wyprodukowana przez japońską wytwórnię Toho Company.
Premiera filmu odbyła się w Japonii 7 marca 1998. W Polsce miała się odbyć 12 lipca 2015 na antenie Disney XD, jednak z nieznanych względów przełożono ją na 4 października 2015 roku.

## Opis fabuły
Nobita i jego przyjaciele rozmawiają o szkolnym projekcie na temat mórz i oceanów. Zainteresowany i zaciekawiony życiem piratów chłopiec postanawia poprosić niebieskiego kota Doraemona o pomoc w odnalezieniu skarbu. Niebieski kot przenosi Nobitę i jego przyjaciół do XVI wieku. Bohaterowie muszą stawić czoło piratom i potworom morskim.

## Obsada
- Nobuyo Ōyama – Doraemon
- Noriko Ohara – Nobita Nobi
- Michiko Nomura – Shizuka Minamoto
- Kazuya Tatekabe – Takeshi "Gian" Goda
- Kaneta Kimotsuki – Suneo Honekawa
- Mach Fumiake – Jack
- Yū Hayami – Betty
- Yōko Asagami – Rufin
- Tōru Emori – kapitan Kidd
- Kikuō Hayashiya – Gonzalez
- Hayashiya Shōzō IX – Pancho
- Osamu Saka – kapitan Colt
- Tsunehiko Kamijō – pan Cash

i inni

## Wersja polska
Wersja polska: SDI Media Polska

Reżyseria: Grzegorz Drojewski

Dialogi: Elżbieta Pruśniewska

Koordynacja produkcji: Ewa Krawczyk

Udział wzięli:
- Agnieszka Fajlhauer – Nobita Nobi
- Brygida Turowska – Doraemon
- Cezary Kwieciński – Takeshi "Gian" Goda
- Anna Sztejner – Suneo Honekawa
- Beata Wyrąbkiewicz – Shizuka Minamoto
- Ewa Prus – Jack
- Jakub Wieczorek – kapitan Kidd
- Aleksandra Kowalicka – Betty
- Zbigniew Suszyński – pan Cash
- Jan Kulczycki – Pancho
- Mieczysław Morański – Gonzales
- Paweł Szczesny – kapitan Colt
- Marta Dobecka – Rufin
- Paweł Galia – doktor Clone

oraz:
- Beata Jankowska-Tzimas – pani Nobi, mama Nobity
- Janusz Wituch
- Robert Tondera

i inni
Lektor tytułu: Brygida Turowska